# Chrystèle Mesure
Chrystèle Mesure est une femme pêcheur française, licenciée au club SCC Girondin, et à la Fédération française des pêcheurs en mer (FFPM).
Elle a été championne du monde individuelle de pêche du Bord de Mer en 2011 à Marina di Carrara (province de Massa et Carrare, Italie), et vice-championne du monde par équipes la même année (avec Audrey Nuttens, Séverine Villard (championne de France 2010 de la spécialité, licenciée au club du Louvine du Marsan), Corinne Perret, et Frédérique Mare).
La compétition s'effectue  avec une canne à pêche de quatre mètres, à moulinet garni de nylon ou de tresse, et avec des bas de ligne à trois empiles (hameçons).
Bars, dorades, soles, plies, congres, maquereaux, orphies, et tacauds sont autorisés, si leur taille dépasse les vingt centimètres.